# Daladala

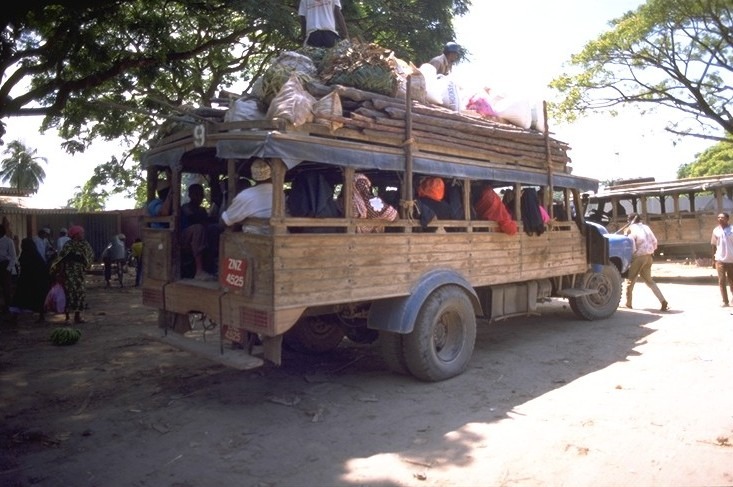
Daladala auf Unguja

Unter dem Begriff Daladala (auch in den Schreibweisen Dala-Dala, Dalladalla und Dalla-Dalla) versteht man in Tansania meist Kleinbusse etwa vom Typ Toyota Hiace aber auch mittelschwere LKW (Fabrikat Isuzu oder Tata) oder Pick-ups, die im Personennahverkehr eingesetzt werden. Die von Privatpersonen betriebenen Daladalas verkehren ohne Fahrplan auf festen nummerierten Routen und fahren am Ausgangspunkt los, sobald sie voll besetzt sind. Da es keine staatlichen Busgesellschaften gibt, sind sie das Standardmassenverkehrsmittel in weiten Teilen des dichter besiedelten Festlandes aber auch auf den Inseln Unguja und Pemba. Die Passagiere sitzen dicht beieinander. In den Kleinbussen werden die serienmäßigen Bänke demontiert und mit platzsparenderen geschweißten Eigenbauten bestückt. So gibt es statt drei hinteren Bankreihen fünf und statt drei Sitzen nebeneinander vier. Nicht selten werden aber auch Fahrgäste auf der hinteren Stoßstange in der Schiebetür oder sogar sitzend in Fensteröffnungen befördert. Aufgrund verstärkter Polizeikontrollen ist aber ein übermäßiges Überfüllen der Fahrzeuge heutzutage kaum noch gebräuchlich.
Die Bezeichnung Daladala leitet sich vermutlich von dem früher in weiten Bereichen von Ostafrika als Währungseinheit gebräuchlichen Maria-Theresia-Taler ab. Der „Schaffner“ eines Daladala klopft mit einer Münze an die Karosserie, um dem Fahrer das Halten oder Anfahren zu signalisieren.